# Lijst van bezittingen van Fox Corporation
Dit is een uitgebreide lijst van bezittingen van Fox Corporation.

## Television

### Fox Entertainment
- Fox Broadcasting Company
- Bento Box Entertainment
  - Princess Bento Studio
  - Sutikki
  - Bento Box Interactive
- Blockchain Creative Labs
- Fox Alternative Entertainment
- Studio Ramsay Global
- XOF Productions
- MarVista Entertainment
- Fox First Run
- Fox Entertainment Studios
- Fox Entertainment Global
- Fox Studios
  - Fox Studios Los Angeles

### Fox Television Stations Group
- Fox Television Stations
- MyNetworkTV
- Movies!
- 28 stations

### Fox News Group
- - Fox News
    - Fox Nation
    - Fox News Radio
    - Fox Business
    - Fox Weather

### Fox Sports Media Group
- - Fox Sports
  - FS1
  - FS2
  - Fox Sports Digital Media
  - BTN
  - Fox Sports Radio
  - Fox Deportes
  - Fox Soccer Plus

### Tubi Media Group
- Tubi
- AdRise
- Credible Labs (67%)

## Internet
- Fox.com
- Foxsports.com
- myFoxHurricane.com
- LiveNOW from Fox
- MyNetworkTV.com
- TMZ

## Vroegere
- Sky plc - verkocht aan Comcast
- Fox Kids (1990-2002)
- SuomiTV (2009-2012)
- New World Communications (1970-1997)
- Fox Television Studios (1997-2014)
- Fox 21 (2004-2014)
- Fox Faith (2006-2009)
- Fox Atomic (2006-2009)
- Fox Soccer (1997-2013)
- Fox Reality Channel (2005-2010)
- Fox Movie Channel (2000-2014)
- Adventure One (A1) (1999–2007)
- Fox Bet
- Fox Now
- United States Football League (2022–2023)